# Елена Чаушеску
Елена Чаушеску (рум. Elena Ceaușescu; 7 січня 1916, Петрешть — 25 грудня 1989, Тирговіште) — румунська політична діячка. Дружина президента і генсека Румунської комуністичної партії Ніколае Чаушеску. Перший віцепрем'єр уряду, входила до складу ЦК РКП й Політбюро РКП, очолювала Академію наук Румунії та найбільшу хімічну компанію країни — ICECHIM.
22 грудня 1989 втекла зі столиці, разом із поваленим у ході революції чоловіком. Спочатку вертольотом, потім автомобілем. Добралися до міста Тирговіште, але того ж дня обох схопила армія. Організований надзвичайний революційний трибунал висунув подружжю звинувачення: у злочинах проти держави, геноциді власного народу, відкритті таємних рахунків у чужоземних банках і «підриві національної економіки».
25 грудня 1989, всього за кілька годин, за вироком трибуналу Чаушеску з чоловіком розстріляли військовики, а все їхнє майно перед цим конфіскували.